# 竇申
窦申（8世纪？—793年），唐朝官员，唐高祖岳父神武公窦毅的七世孙，窦参族子。
窦申官至至京兆少尹，转给事中。窦参很喜欢他，每每商议任命官员，都咨询窦申，窦申把信息泄露出去，以招权受贿。窦申被这些官员称之为喜鹊。唐德宗听说其事，告诫窦参，说他必被窦申连累，不如让他担任外官以掩盖议论。窦参说：“臣没有强些的子侄，窦申虽是疏属，臣平素亲近，不忍让他远出，我保证他不再犯。”皇帝说：“卿虽自己保证，众人的议论怎么说？”窦申也是不改。
兵部侍郎陆贽与窦参有矛盾。吴通微兄弟与陆贽同在翰林，受到德宗信赖。窦申是金吾大将军、嗣虢王李则之的从父外甥。李则之与窦申及吴通微、吴通玄一起诬陷陆贽。陆贽主持贡举，他们说陆贽考贡不实。贞元八年（792年），窦参让董晋推荐窦申为吏部侍郎，唐德宗不高兴。这时吴通玄取宗室女为外妇，唐德宗知道他们诬害陆贽，让人调查出奸情，四月，于是贬李则之为昭州司马，左谏议大夫、知制诰吴通玄为泉州司马，窦申为道州司马。四月十一，贬中书侍郎、平章事窦参为郴州别驾，窦申为景州（一作锦州）司户。即日以陆贽为宰相。次年，窦参再贬驩州。德宗对陆贽说：“窦申、窦荣、李则之应该发遣远恶之处。”陆贽上奏，窦荣没有邪僻之事，窦申、李则之应该除名流配。唐德宗将窦申等得配流岭南。在邕州赐死窦参，杖杀窦申，只有窦荣得免死。其子窦宣孟，官至长沙县令。